# Испанско-сьерра-леонские отношения
Испанско-сьерра-леонские отношения — двусторонние дипломатические отношения между Испанией и Сьерра-Леоне. Отношения установлены 6 марта 1964 года.
Сьерра-Леоне не имеет посольства в Испании, но Испания аккредитовала посольство в Лондоне, столице Великобритании. Также Сьерра-Леоне представлено в Испании тремя почётными консульствами в Барселоне, Мадриде и Лас-Пальмас-де-Гран-Канария. У Испании также нет посольства в Сьерра-Леоне, но есть посольство в Абиджане, столице Кот-д'Ивуара, которое аккредитовано в Сьерра-Леоне. Также Испания имеет почётное консульство в Фритауне.

## История отношений
Отношения между двумя странами были установлены 6 марта 1964 года.
Сьерра-Леоне традиционно не была страной сотрудничества для Испании и не фигурирует в Генеральном плане на 2013–2016 годы, в котором, тем не менее, западноафриканский регион рассматривается в качестве приоритетного, поэтому механизмы, позволяющие странам максимально использовать многосторонние средства, выделяемые региону. Поэтому основные направления испанского сотрудничества в Сьерра-Леоне лежат в многосторонней сфере в целом и в сфере ЭКОВАС в частности.

## Дипломатические миссии
Посольство Испании в Абиджане аккредитовано властями Фритауна. Со своей стороны, Сьерра-Леоне прикрывает Испанию из своей Верховной комиссии в Лондоне.